# Kunibert Gensichen
Kunibert Gensichen (* 26. Juni 1907 in Rittel, Westpreußen; † 26. Juni 1991) war ein deutscher Schauspieler und Theaterregisseur.

## Biografie
Nach dem Abitur am Fichtegymnasium in Berlin begann Gensichen zunächst ein Musikstudium am Sternschen Konservatorium in Berlin und absolvierte schließlich von 1929 bis 1931 eine Schauspielausbildung an der dortigen Max-Reinhardt-Schule. 1931 gab er sein Bühnendebüt als Franz Moor im neu eröffneten Naturtheater Friedrichshagen.
Es folgten Theaterengagements in Görlitz, Baden-Baden, am Bayerischen Staatstheater München, in Berlin, Potsdam, Straßburg, Wien, Stuttgart, Darmstadt und Kassel. Ab 1940 übernahm Gensichen bei Bühneninszenierungen auch die Regie. Er verkörperte zahlreiche klassische Bühnenrollen wie den Mortimer aus Schillers „Maria Stuart“ (München 1936), Büchners „Woyzeck“ (Stuttgart 1945), den Narren aus Shakespeares „König Lear“ (Darmstadt 1951) oder den Josef K. aus Kafkas „Schloss“ (Kassel, Anfang der 1950er).
Seit 1937 wirkte Gensichen auch in Filmproduktionen mit. Er spielte den Kapellmeister in der Joe-Stöckel-Komödie So weit geht die Liebe nicht, Lord Francis Douglas in Luis Trenkers Der Berg ruft, den Staatsanwalt in Werner Klinglers Drama Aus dem Tagebuch eines Frauenarztes und trat in Produktionen der unterschiedlichsten Genres auf wie in William Dieterles Science-Fiction-Zweiteiler Herrin der Welt, im Kriminalfilm Freddy und die Melodie der Nacht (mit Freddy Quinn in der Titelrolle), in Literaturverfilmungen wie Die Ehe des Herrn Mississippi nach Friedrich Dürrenmatt, in Kriegsdramen wie Jürgen Rolands Der Transport, aber auch im nationalsozialistischen Propagandafilm Die Rothschilds nach Mirko Jelusich. Mehrfach war er an der Seite Heinz Rühmanns zu sehen: In Der eiserne Gustav, Der Jugendrichter sowie als Flugschüler in Quax, der Bruchpilot. Für Oswald Döpkes Fernsehspiel Die fremde Frau und der Mann unter dem Bett (1968) adaptierte er zudem als Drehbuchautor das gleichnamige Werk von Fjodor Michailowitsch Dostojewski.
Daneben übernahm Gensichen Gastrollen in Serien und Reihen wie Tatort, Derrick, Der Alte, Waldhaus, Das Kriminalmuseum, Die fünfte Kolonne und Raumpatrouille. Seine letzte Fernsehrolle spielte Gensichen 1989 neben Senta Berger in einer Episode der Serie Die schnelle Gerdi.
Darüber hinaus war der Mime seit 1929 als Sprecher für Hörfunksendungen tätig (z. B. Der Belagerungszustand, SDR 1950) und lieh als Synchronsprecher seine Stimme Schauspielkollegen wie Edmund Gwenn (Stolz und Vorurteil) und Dean Jagger (Gideons Paukenschlag).
Gensichen starb an seinem 84. Geburtstag und wurde auf dem Münchner Westfriedhof beerdigt.

## Filmografie (Auswahl)
- 1937: So weit geht die Liebe nicht
- 1937: Der Berg ruft
- 1938: Dreiklang
- 1940: Die Rothschilds
- 1941: Über alles in der Welt
- 1941: Quax, der Bruchpilot
- 1958: Der eiserne Gustav
- 1959: Aus dem Tagebuch eines Frauenarztes
- 1960: Der Jugendrichter
- 1960: Herrin der Welt
- 1960: Freddy und die Melodie der Nacht
- 1960: Sabine und die 100 Männer
- 1961: Zu jung für die Liebe?
- 1961: Die Ehe des Herrn Mississippi
- 1961: Immer Ärger mit dem Bett
- 1961: Unter Ausschluß der Öffentlichkeit
- 1961: Der Transport
- 1962: Funkstreife Isar 12 – Folge: Taxi um Mitternacht
- 1962: Laura
- 1963: Der Arzt am Scheidewege
- 1963: Alle meine Tiere, Folge: Der Urlaub
- 1964: Sechs Stunden Angst
- 1964: Die fünfte Kolonne – Folge: Zwei Pistolen
- 1964: Das Kriminalmuseum, Folge: Tödliches Schach
- 1966: Raumpatrouille – 3. Teil: Die Hüter des Gesetzes
- 1966: Kommissar Freytag, Folge: Hundertstel Blende Acht
- 1967: Der Zündholzkönig – Der Fall Ivar Kreuger
- 1967: Das Kriminalmuseum – Folge: Die Telefonnummer
- 1967: Der dritte Handschuh
- 1967: Die Schule der Frauen
- 1970: Die Helena des Euripides
- 1975: Tatort: Urlaubsmord
- 1979: Polizeiinspektion 1 – (Folge 31: Die Urlaubsreise)
- 1980: Derrick – (Folge 69: Tödliche Sekunde)
- 1982: Doktor Faustus
- 1984: Polizeiinspektion 1 – (Folge 94: Kikeriki)
- 1987: Die Krimistunde (Fernsehserie, Folge 27, Episode: "Ein glückliches Opfer")
- 1987: Die Krimistunde (Fernsehserie, Folge 29, Episode: "Vermißtmeldung")

## Hörspiele
- 1947: Otto Brand: Besuch aus dem Jenseits (Ausrufer) – Regie: Oskar Nitschke (Hörspiel - SDR)
- 1950: Wolfgang Lohmeyer: Arzt wider das Gesetz – Regie: Paul Land (Hörspiel – SDR)
- 1950: Albert Camus: Belagerungszustand (Nada) – Regie: Erich-Fritz Brücklmeier (Hörspiel – SDR)
- 1967: Alexander Puschkin: Der Postmeister - Regie: Ferry Bauer (Hörspielbearbeitung - ORF Oberösterreich)
- 1969: Cesare Meano: Mutmassungen Über Salome (Baktaschian) - Regie: Ferry Bauer (Hörspielbearbeitung - ORF Oberösterreich)
- 1969: Paul Verhoeven, Toni Impekoven: Das kleine Hofkonzert - Regie: Ferry Bauer (Hörspielbearbeitung - ORF Oberösterreich)
- 1969: Felicie Rotter: Licht auf den Flügeln der Schwalbe - Regie: Ferry Bauer (Hörspiel - ORF Oberösterreich)